# Buzogányfejű szarvascsőrű
A buzogányfejű szarvascsőrű más néven sárgasisakos szarvascsőrű (Ceratogymna elata) a madarak osztályának a szarvascsőrűmadár-alakúak (Bucerotiformes) rendjéhez, ezen belül a szarvascsőrűmadár-félék (Bucerotidae) családjához tartozó faj.

## Rendszerezése
A fajt Coenraad Jacob Temminck holland arisztokrata és zoológus írta le 1831-ben, a Buceros nembe Buceros elatus néven.

## Előfordulása
Afrika nyugati részén, Bissau-Guinea, Elefántcsontpart, Guinea, Ghána, Kamerun, Libéria, Mali, Nigéria, Szenegál, Sierra Leone és Togo területén honos.
Természetes élőhelyei a szubtrópusi és trópusi síkvidéki esőerdők, valamint ültetvények. Állandó, nem vonuló faj.

## Megjelenése
Testhossza 70 centiméter.

## Életmódja
Tápláléka legfőképp gyümölcsökből áll. Kis csoportokban figyelhető meg, melyek egy hímből egy tojóból és 2-3 fiatalból állnak.

## Természetvédelmi helyzete
Az elterjedési területe még nagy, de csökken, egyedszáma is gyorsan csökken. A vadászat, az élőhelyeinek elvesztése és  széttagoltsága veszélyezteti. A Természetvédelmi Világszövetség Vörös listáján sebezhető fajként szerepel.